# Snowgoons
Snowgoons — немецкая хип-хоп-команда продюсеров из Германии, образованная в 1999 году Det (D. Keller) и DJ Illegal (M. Ruckert).
В 2006 году к команде присоединились графический дизайнер Torben и немецкий диджей DJ Waxwork, что добавило больше разнообразия в звучание Snowgoons. Новые участники покинули группу в 2010 году, чтобы заняться сольной карьерой. В 2011 году к группе присоединились продюсеры Sicknature из Дании и J.S. Kuster из Германии. В 2019 году J.S. Kuster покинул группу.
В 2006 году Snowgoons подписала контракт с нью-йоркским лейблом Babygrande Records. В 2009 году группа основала собственный лейбл Goon MuSick, который представляет собой комбинацию слов SnowGOONs и SICKnature. Они выпустили несколько альбомов Snowgoons, а также несколько совместных альбомов с такими артистами, как Reef the Lost Cauze, M.O.P., PMD и Sean Strange (как Goondox), Onyx, Nine и Lords of the Underground.
Snowgoons известны использованием оркестровых/эпических семплов и работой с андеграунд MC, такими как участники Wu-Tang Clan, Army of the Pharaohs, Boot Camp Click и La Coka Nostra. Команда ссылается на DJ Premier, The Alchemist и RZA в качестве продюсеров, оказавших на них влияние.

## История

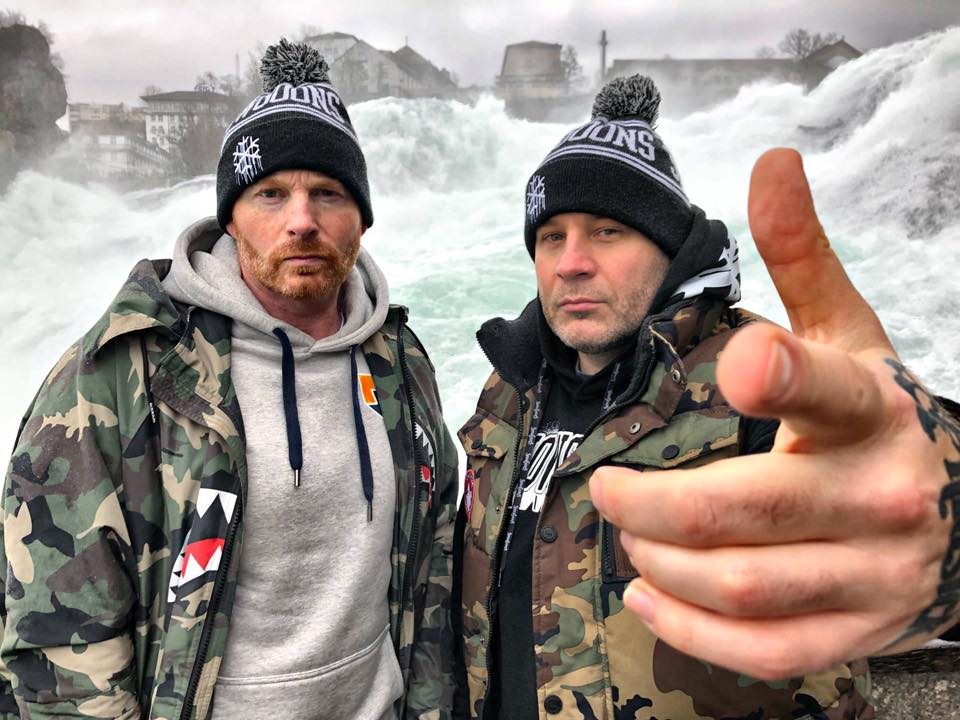
Det и DJ Illegal в 2019 году

Snowgoons были основаны в 1999 году Det и DJ Illegal, появившись с макси-синглом, на котором был представлен рэпер Pal One из Мангейма, Германия. В 2003 году последовал виниловый мини-альбом Hip Hop - The Return of the Culture (EP) с участием рэпера Donald D. В 2004 году на франкфуртском лейбле Hot Shit Records был выпущен макси-сингл Clip Full of Ammo с участием рэперов J. Sands и Mitchell Hennessy.
В 2005 году был выпущен макси-сингл Thinking About Me / Who What When Where с участием рэперов Baby Blak, Celph Titled и Majik Most через онлайн-магазин HipHopVinyl.de. Этот сингл вошёл на дебютный альбом German Lugers, выпущенный в 2007 году на американском лейбле Babygrande Records. В записи альбома приняли участие американские рэперы Sean Price из группы Heltah Skeltah, Edo G., Reef the Lost Cauze, Rasco из группы Cali Agents, Jus Allah, Chief Kamachi, Living Legends и Wise Intelligent.
В 2008 году на Babygrande Records вышел второй альбом Black Snow. Всего на альбоме, состоящем из 21 песни, приняло участие 47 рэп-артистов, включая Ill Bill, Defari, Psycho Realm, Army of the Pharaohs, R.A. The Rugged Man.
В начале 2009 года Babygrande Records выпустил двойной альбом The Snowgoons Instrumentals, на котором можно услышать только инструментальные версии двух альбомов German Lugers и Black Snow. В мае 2009 года был опубликован проект A Fist in the Thought с артистами из Южной Каролины Lord Lhus и Savage Brothers. Этот проект считается совместным альбомом и также был выпущен на Babygrande Records.
В июле 2009 года последовал ещё один проект German Snow, который впервые посвящён таким немецким рэп-артистам, как Curse, Aphroe (из группы Ruhrpott AG), Nico Suave, Torch и многим другим. Основная идея состоит в том, чтобы сделать ремикс на первые два альбома German Luger и Black Snow и включить немецкого рэпера в каждую песню. Так как это связано с немецкими рэперами и названиями первых двух альбомов, название German Snow говорит само за себя: German Snow был выпущен через лейблы Mad-Flava Records / Groove attack.
В 2009 году третий официальный альбом The Trojan Horse вышел в октябре снова на американском лейбле Babygrande Records. В конце 2009 года был выпущен альбом для бесплатной загрузки под названием Black Luger, который является аналогом German Snow. На Black Luger находятся ремикс-версии оригинальных песен German Luger и Black Snow, только на этот раз без участия немецких рэперов и доступен бесплатно на сайте Bandcamp. Вместе с рэпером и продюсером Sicknature из Дании Snowgoons выпустили микстейп, Banished From Home.
В декабре 2010 года Snowgoons выпустили свой четвёртый альбом под названием Kraftwerk на собственном лейбле Goon MuSick. Для альбома был выпущен короткометражный фильм Global Domination, который был спродюсирован канадской продюсерской компанией Reel Wolf. Также на лейбле Goon MuSick Snowgoons выпустили проекты The Iron Fist (совместно с Savage Brothers и Lord Lhus), который является второй частью A Fist in the Thought 2009 года, и цифровой EP Virohazard с Viro The Virus в первой половине 2011 года. В октябре 2011 года последовал совместный альбом с Reef the Lost Cauze под названием Your Favorite MC. В октябре 2011 года Sicknature и J.S. Kuster были объявлены официальными участниками группы, и с тех пор команда состояла из четырёх человек.
В 2011 году на лейбле Babygrande Records был выпущен совместный альбом с нью-йоркским рэп-дуэтом M.O.P. под названием Sparta. В 2012 году был выпущен пятый студийный альбом Terroristen Volk. В 2012 году новый и шестой двойной альбом Snowgoons, Snowgoons Dynasty, был снова выпущен на Babygrande. В 2013 году был опубликован проект The Goondox, состоящий из PMD из EPMD, Sean Strange и Snowgoons, под названием Welcome to the Goondox на лейбле RBC Records и Goon MuSick. Кроме того, альбом рэпера Virtuoso CoVirt Ops: Infantry, спродюсированный Snowgoons, также вышел на лейбле Goon MuSick. Как и второй сольный альбом Sicknature, Nature Of The Contacted. Последним выпуском в 2013 году был седьмой по счёту альбом Black Snow 2 как преемник альбома Black Snow 2008 года.
Первым релизом в 2014 году стал проект Onyx & Snowgoons — #WakeDaFucUp, который также был выпущен на лейбле Goon MuSick. Осенью 2014 года последовал выход совместного альбома Bodhiguard с рэпером Absztrakkt, который занял 37 место в чартах. Осенью 2015 года был выпущен восьмой по счёту альбом Gebrüder Grimm.
Осенью 2016 года они выпустили девятый по счёту альбом Goon Bap, также через Goon MuSick, который был создан в сотрудничестве со многими артистами американского андеграунд рэпа. В 2018 году Snowgoons спродюсировали новый альбом рэпера Nine, King. В 2019 году они выпустили десятый студийный альбом Infantry. В 2019 году Snowgoons спродюсировали новый альбом Onyx, Snowmads. В конце 2019 года Snowgoons дали интервью для седьмого выпуска немецкого журнала Streetlove Magazin.
В 2020 году Snowgoons объявили о выходе нового совместного альбома с группой Lords of the Underground под названием So Legendary. Сначала вышел видеоклип на песню «Insomniac», первый сингл с первого альбома группы Lords of the Underground за последние десять лет. В конце января Lords Of The Underground выпустили видеоклип на песню «Whats Up», записанную при участии группы Onyx, позже был выпущен сингл на эту песню.

## Дискография

### Студийные альбомы
| Год  | Название          | Позиции в чартах | Позиции в чартах | Позиции в чартах |
| Год  | Название          | Германия         | Швейцария        |                  |
| ---- | ----------------- | ---------------- | ---------------- | ---------------- |
| 2007 | German Lugers     | –                | –                |                  |
| 2008 | Black Snow        | –                | –                |                  |
| 2009 | The Trojan Horse  | –                | –                |                  |
| 2010 | Kraftwerk         | –                | –                |                  |
| 2012 | Terroristen Volk  | –                | 92               |                  |
| 2012 | Snowgoons Dynasty | –                | 79               |                  |
| 2013 | Black Snow 2      | –                | –                |                  |
| 2015 | Gebrüder Grimm    | –                | –                |                  |
| 2016 | Goon Bap          | –                | –                |                  |
| 2019 | Infantry          | –                | –                |                  |

### Совместные альбомы
| Год  | Название               | Артист                        | Позиции в чартах | Позиции в чартах | Позиции в чартах |
| Год  | Название               | Артист                        | Германия         | Швейцария        |                  |
| ---- | ---------------------- | ----------------------------- | ---------------- | ---------------- | ---------------- |
| 2009 | A Fist In The Thought  | Savage Brothers & Lord Lhus   | –                | –                |                  |
| 2011 | Virohazard             | Viro The Virus                | –                | –                |                  |
| 2011 | The Iron Fist          | Savage Brothers & Lord Lhus   | –                | –                |                  |
| 2011 | Your Favorite MC       | Reef the Lost Cauze           | –                | –                |                  |
| 2011 | Sparta                 | M.O.P.                        | –                | –                |                  |
| 2013 | Welcome to the Goondox | PMD и Sean Strange            | –                | –                |                  |
| 2013 | CoVIrt Ops: Infantry   | Virtuoso                      | –                | –                |                  |
| 2014 | #WakeDaFucUp           | Onyx                          | –                | –                |                  |
| 2014 | Grind Over Matter      | Aspects                       | –                | –                |                  |
| 2014 | Killagoons             | Killakikitt (Aza & Tirpa)     | –                | –                |                  |
| 2014 | Bodhiguard             | Absztrakkt                    | 37               | –                |                  |
| 2015 | Trapped In America     | N.B.S. (E-Flash & V-Knuckles) | –                | –                |                  |
| 2018 | Newline (EP)           | Cr7z                          | 97               | 37               |                  |
| 2018 | King                   | Nine                          | –                | –                |                  |
| 2019 | From Jersey To Germany | Viro The Virus                | –                | –                |                  |
| 2019 | Snowmads               | Onyx                          | –                | –                |                  |
| 2020 | So Legendary           | Lords of the Underground      | –                | –                |                  |

### Сборники
| Год  | Название                                       |      |                            |
| ---- | ---------------------------------------------- | ---- | -------------------------- |
| Год  | Название                                       | 2007 | The Joining Forces Mixtape |
| 2007 | Remix, B-Side & Previously Unreleased Material |      |                            |
| 2009 | The Snowgoons Instrumentals                    |      |                            |
| 2009 | German Snow                                    |      |                            |
| 2009 | Black Luger                                    |      |                            |
| 2010 | Sicknature & Snowgoons: Banished From Home     |      |                            |
| 2013 | German Cuts                                    |      |                            |
| 2015 | Independent Warriors                           |      |                            |
| 2015 | The Best Of Snowgoons                          |      |                            |

### Макси-Синглы
- 2000: «Biz allez weggizz» (Pal One)
- 2004: «Hip Hop — The Return of the Culture» (Donald D)
- 2004: «Clip Full of Ammo» (J-Sands, Doujah Raze, Breez Evahflowin)
- 2005: «Thinking About Me» / «Who What When Where» (Baby Blak, Celph Titled, Majik Most)
- 2014: «Van Gogh» (Snowgoons, Morlockk Dilemma & Ill Bill)

## Музыкальные видеоклипы
| 2007 | «Never» (feat. Reef the Lost Cauze)                                                           |
| 2008 | «Nothin You Say» (feat. Edo G)                                                                |
| 2008 | «This Is Where the Fun Stops» (feat. Reef the Lost Cauze)                                     |
| 2008 | «Who» (feat. Outerspace)                                                                      |
| 2008 | «Casualties of War» (feat. Smif-N-Wessun)                                                     |
| 2008 | «Raining» (feat. Edo G, Jaysaun & Brainstorm)                                                 |
| 2009 | «One Shot» (feat. Lord Lhus & Savage Brothers)                                                |
| 2009 | «Who Are You» (feat. Lord Lhus & Savage Brothers)                                             |
| 2009 | «Who (Remix)» (feat. Outerspace, Black Market & Suspee)                                       |
| 2009 | «Krush University» (feat. Krush Unit & Freestyle)                                             |
| 2009 | «The Time Is Now» (feat. D-Stroy & Freestyle)                                                 |
| 2009 | «Git Cha Gully Up» (feat. Outerspace)                                                         |
| 2010 | «Knockatomi Plaza» / «Foreign Banguage» (feat. Side Effect)                                   |
| 2010 | «King Kong» / «The Limit» (feat. Reef the Lost Cauze & Viro The Virus)                        |
| 2010 | «Snowgoons Dynasty» (feat. Freestyle)                                                         |
| 2010 | «Global Domination» (feat. Lord Lhus, Sean Strange, Sicknature & Psych Ward)                  |
| 2010 | «Starlight» (feat. Viro the Virus)                                                            |
| 2011 | «The Uncrushables» (feat. Ill Bill, Sicknature & Sabac Red)                                   |
| 2011 | «Who's Side» (feat. Side Effect)                                                              |
| 2011 | «Statue» (feat. Virtuoso)                                                                     |
| 2012 | «Geld Regiert» (feat. Pay)                                                                    |
| 2012 | «Weckruf» (feat. Antihelden)                                                                  |
| 2012 | «Pseudonym» / «Toby Ses - Endzeit» (feat. Pal One)                                            |
| 2012 | «Geschrieben Vom Leben» (feat. Crop & Dezz)                                                   |
| 2012 | «Schatten Der Wahrheit» (feat. Ferum & Benja)                                                 |
| 2012 | «Erhelle die Finsternis» (feat. FaZ)                                                          |
| 2012 | «Survival of the Fittest» (feat. JAW & Adolph Gandhi)                                         |
| 2012 | «Von der Hand in den Mund» (feat. Absztrakkt)                                                 |
| 2012 | «Das Leben Der Anderen» (feat. Liquit Walker & Dra-Q)                                         |
| 2012 | «The Rapture» (feat. Meth Mouth, Swifty McVay (D12), Bizarre, King Gordy & Sean Strange)      |
| 2012 | «Goon MuSick»                                                                                 |
| 2012 | «Snowgoons Dynasty Pt. 2» (feat. Freestyle)                                                   |
| 2012 | «The Cypher» (feat. Aspects, Ghostface Killah, Swisha T & Killah Priest)                      |
| 2012 | «What That West Like» (feat. Planet Asia, Krondon, Banish, Ras Kass, Aims)                    |
| 2012 | «Goonsville» (feat. Blaq Poet & Uzual Suspectz)                                               |
| 2012 | «Get Off The Grounde» (feat. Termanology, Lil Fame, Sean P, Ruste Juxx, Justin Time & H.Stax) |
| 2012 | «John McEnroe» (feat. NBS & Sicknature)                                                       |
| 2012 | «Prayn In The Rain» (feat. Eshon Burgundy)                                                    |
| 2013 | «Cardiac Rhythm» (feat. Sean Strange & Salome)                                                |
| 2013 | «Fight Club» (feat. Knowbodies, CheckMark (Skitzofreniks), Smiley & Flash (N.B.S.))           |
| 2013 | «Walk The Streets» (feat. Genovese & Styles P.)                                               |
| 2013 | «Suckaz Behind Screens» (feat. Edo. G & Reks)                                                 |
| 2013 | «Dizzy Dreams» (feat. Viro The Virus)                                                         |
| 2013 | «Make Or Break» (feat. Billy Danze (MOP), Aspects & Paragraph)                                |
| 2013 | «Party Crashers» (feat. Reef The Lost Cauze)                                                  |
| 2014 | «Van Gogh» / «Fernsehshow» (feat. Ill Bill & Morlockk Dilemma)                                |
| 2014 | «Guillotine Rap» (feat. Dope D.O.D.)                                                          |
| 2014 | «Goons Shit» / «Click Clack» (feat. N.B.S., Rasco & Banish)                                   |
| 2014 | «Still Real & Raw» (feat. M-Dot, Jaysaun & Journalist 103)                                    |
| 2014 | «Jesus Gun» (feat. Apathy, Celph Titled & Antihelden)                                         |
| 2015 | «Unfassbar» (feat. Widukid)                                                                   |
| 2015 | «Hate» (feat. Snak The Ripper, Mila HighLife & Olli Banjo)                                    |
| 2015 | «Verrückt In Die Zukunft» (feat. Marph)                                                       |
| 2016 | «Goon Bap» (feat. Sicknature & Reef The Lost Cauze)                                           |
| 2016 | «All City Kingz» (feat. Artifacts)                                                            |
| 2016 | «Problems» (feat. Locksmith, Skrewtape & Rite Hook)                                           |
| 2016 | «We Won't Die» (feat. Sicknature & Sean Strange)                                              |
| 2017 | «Give Me Room» (feat. Flatlinerz)                                                             |
| 2017 | «Cypher God» (feat. PASSIONATE MC)                                                            |
| 2017 | «Freedom» (feat. Sicknature, Snak The Ripper & Block McCloud)                                 |
| 2017 | «Keep Runnin» (feat. Chris Rivers)                                                            |
| 2017 | «Queens Thing» (feat. Big Twins) / «Tight Team» (feat. Hex One) (Split Video)                 |
| 2017 | «New Kidz On The Bloc» (feat. Token, TJ Brown, Big Kurt, iNTeLL & Merkules)                   |
| 2017 | «Solid Gold Guns» (feat. Conway The Machine, Banish & Recognize Ali)                          |
| 2018 | «Killaz Supreme» (feat. Ghostface Killah, Ill Bill, Aspects & Sick Jacken)                    |
| 2018 | «I Walk Alone» (feat. CunninLynguists)                                                        |
| 2018 | «Benz Bema Dreamz» (feat. Masta Ace & Stricklin)                                              |
| 2018 | «Black Snow 2.0» (feat. Sicknature)                                                           |
| 2018 | «Siegelsbach» (feat. R.A. the Rugged Man)                                                     |
| 2019 | «Goon Infantry» (feat. Ill Bill, Nems, Sicknature, Nocturnal & DJ Illegal)                    |
| 2019 | «Blessings» (feat. Shadez Of Brooklyn & Fokis)                                                |
| 2019 | «Exquisite» (feat. K-Prez)                                                                    |
| 2019 | «4 Stripes» (feat. Jay Royale, Fel Sweetenberg, Illa Ghee & Ali Vegas)                        |
| 2019 | «Golden Era» (feat. Ill Conscious, Jay Nice & Fredro Starr (ONYX))                            |
| 2019 | «Where We Started From» (feat. N.B.S.)                                                        |